# Симонон, Пол
Пол Симонон (англ. Paul Gustave Simonon, род. 15 декабря 1955 года, Брикстон, Лондон) — английский музыкант, наибольшую известность получивший как бас-гитарист панк-группы The Clash. В числе его последних работ — альбом The Good, the Bad & the Queen, выпущенный одноимённой группой. Также играл на альбоме Gorillaz Plastic Beach, где он воссоединился с гитаристом Миком Джонсом.

## Биография
Пол Симонон рос и воспитывался сначала в Брикстоне, затем в Ноттинг-хилле, а учился в основном в школах для чернокожих, что и обусловило впоследствии проявившуюся в его стиле игры любовь к соул и регги. Будучи в подростковом возрасте футбольным хулиганом, он при этом проявлял способности к живописи и выиграл стипендию, позволившую ему обучаться в местном художественном колледже. В середине 1970-х годов Симонон решил заняться музыкой и пришёл на прослушивание в группу London SS; вокалистом он в состав принят не был, но подружился с Миком Джонсом, который в 1976 году пригласил его в The Clash, научив играть на бас-гитаре.
Считается, что именно Симонон предложил для группы ставшее вскоре знаменитым название. По словам Симонона, это слово постоянно встречалось ему в газетных заголовках. Симонон написал три песни для The Clash: «The Guns of Brixton» (альбом London Calling), «The Crooked Beat» (Sandinista!) и «Long Time Jerk» (би-сайд). Кроме того, он спел «Red Angel Dragnet» на альбоме Combat Rock.
После распада The Clash в 1986 году Симонон образовал группу Havana 3am, которая записала один альбом в Японии. Вместе со Стивом Джонсом из The Sex Pistols он принял участие в студийной работе над альбомом Боба Дилана Down in the Groove.
В последние годы Симонон вернулся к живописи, своему первому увлечению. Он оформил несколько альбомных обложек (в частности, для Big Audio Dynamite и The Good, the Bad and the Queen), имел несколько персональных выставок. Одну из его работ Лили Аллен приобрела за 23500 фунтов стерлингов.

## Дискография

### Альбомы

#### The Clash
- The Clash, 1977, CBS Records
- Give 'Em Enough Rope, 1978, CBS Records
- London Calling, 1979, CBS Records
- Sandinista!, 1980, CBS Records
- Combat Rock, 1982, CBS Records
- Cut the Crap, 1985, CBS Records

#### Havana 3am
- Havana 3am, 1991, Capitol Records

#### The Good, the Bad and the Queen
- The Good, the Bad & the Queen, 2007, EMI

#### Gorillaz
- Plastic Beach, 2010, Parlophone, Virgin
- The Fall, 2010, Parlophone